# Lancia Flavia (2011)
El Lancia Flavia es un automóvil de turismo descapotable del fabricante italiano Lancia sobre la base del Chrysler 200C. Fue presentado oficialmente en el Salón del Automóvil de Fráncfort y se empezaró a fabricar en 2012.

## Características

### Diseño
El nuevo Lancia Flavia presenta un diseño de formas redondeadas, donde predominan los arcos en lugar de las formas angulares. La carrocería presenta una longitud de casi 4.9 metros con tres volúmenes bien diferenciados. El frontal presenta gran similitud con el Chrysler 200C, con una parrilla de gran volumen con aletas horizontales sin la barra vertical central típica de Lancia hasta ahora.
Los faros delanteros como traseros presentan formas alargadas que se extienden hasta los laterales de la carrocería. El aluminio cromado está distribuido de manera abundante por toda la carrocería en contraste con el aluminio pulido del Chrysler 200C.

### Interior
El interior se caracteriza por un diseño global sencillo de formas redondas y con un gran uso de materiales de alta calidad como piel, Nappa y Alcántara. También están presentes aplicaciones de madera así como de aluminio. En el salpicadero predomina una gran pantalla táctil (de forma opcional) que controla gran parte de las funcionalidades internas como la calefacción y el sistema de sonido.

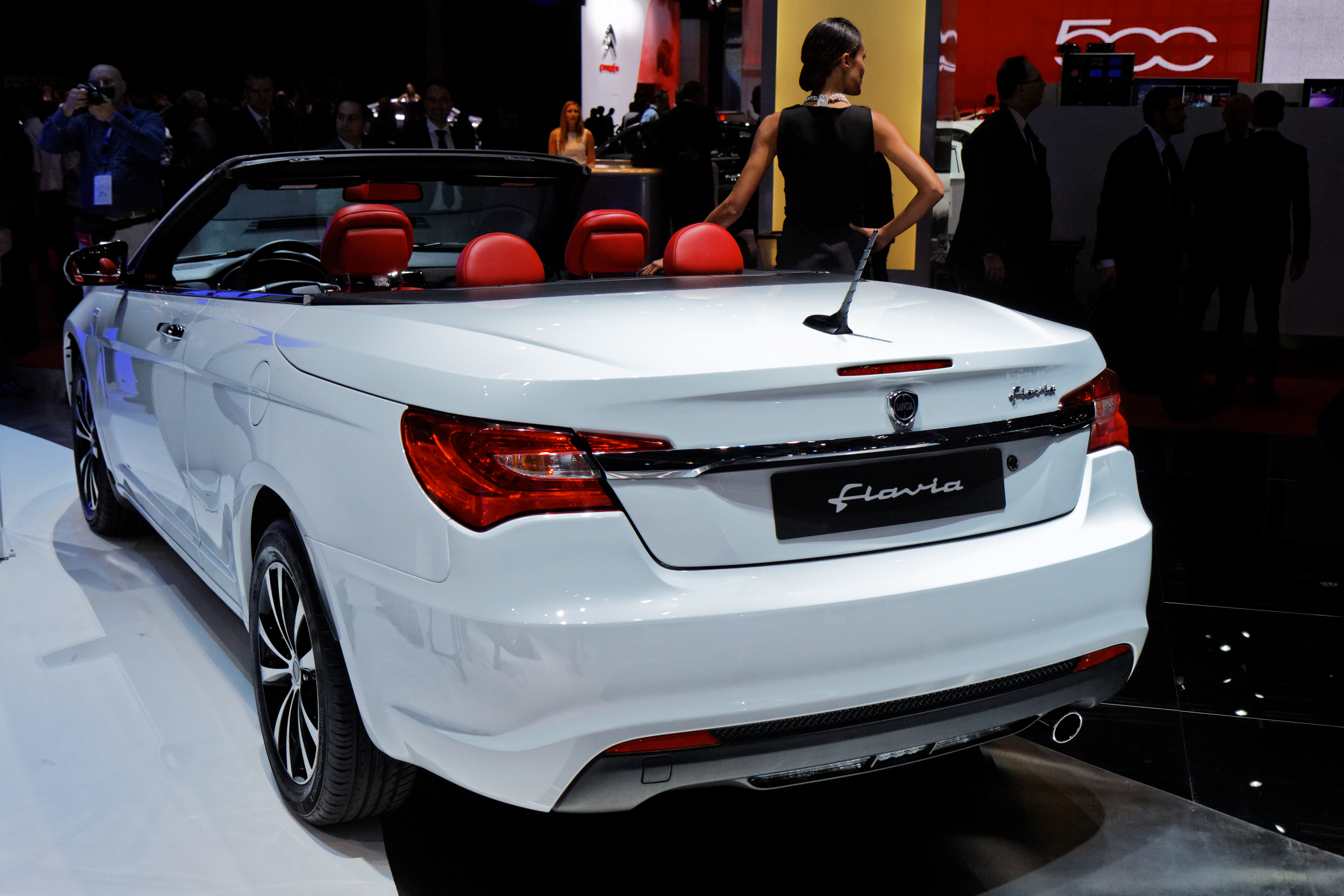
Lancia Flavia Paris 2012, vista trasera.